# Catocala jacquenetta
Catocala jacquenetta là một loài bướm đêm trong họ Erebidae.